# Гріскірхен
Гріскірхен (нім. Grieskirchen) — місто в Австрії, у федеральній землі Верхня Австрія.
Центр округу Гріскірхен. Населення становить 5002 особи (на 1 січня 2018 року). Займає площу 11,72 км². 

## Визначні місця
- Замок Das Landschloss Parz, утворює єдиний ансамбль із замком Das Wasserschloss Parz
- Замок Шлосс Толлетт (17 ст.)
- Замок Schloss Reinleiten
- Костел Св. Мартина
- Каплиця Annakapelle
- Міщанський будинок на Stadtplatz 40 (кінець 16 ст.)
- Колодязь Карбруннен
- Колона Св. Трійці